# Eumera turcosyrica
Eumera turcosyrica är en fjärilsart som beskrevs av Eugen Wehrli 1932. Eumera turcosyrica ingår i släktet Eumera och familjen mätare. Inga underarter finns listade i Catalogue of Life.